# Julie Ertel
Julie Ertel, född Swail 27 december 1972 i Anaheim, är en amerikansk vattenpolospelare och triathlet. 
Hon deltog i den olympiska vattenpoloturneringen i Sydney där USA:s damlandslag i vattenpolo tog silver. I Peking åtta år senare tävlade hon i triathlon och kom på 19:e plats.
År 2007 vann Ertel guld i triathlon vid Panamerikanska spelen i Rio de Janeiro.